# Линдстрём, Микко
Ми́кко «Ли́нде» Линдстрём (англ. Mikko «Linde» Lindström, полное имя Микко Вильями Линдстрём, (англ. Mikko Viljami Lindström), также известен как Дэниел Лайонай (англ. Daniel Lioneye) и Лили Лазер (англ. Lily Lazer; род. 12 августа 1976, Клауккала, Уусимаа) — финский музыкант, гитарист рок-группы HIM, лидер собственного хард-рок / блэк-метал проекта Daniel Lioneye, участник супергруппы Whocares. Был женат на Мариам Янтти, есть дочь Оливия.

## Ранние годы
Микко родился в пригороде Клауккала в семье инженера Олли Линдстрёма и стюардессы Finnair Риитты Линдстрём. У него есть брат Юде, который младше его на четыре года. В детстве Линде был интровертным мальчиком с короткой стрижкой и очками, но уже тогда он увлекался Элвисом Пресли, Игги Попом и Black Sabbath. На Рождество в возрасте 10 лет родители подарили Микко акустическую гитару марки Landola, а уже в 13 лет мальчик встретил в школе Вилле Вало, который тогда играл на басу, и начал вместе с ним выступать в составе местных групп.

## HIM, Daniel Lioneye, Flat Earth.
В 1991 году Вилле Вало, Микко Линдстрём и Микко Паананен основали группу HIM, в которой Вилле занял место у микрофона, Миге взял в руки бас, а Микко остался верен своей гитаре. Группа выпустила первый альбом только шесть лет спустя основания, сменив пред этим несколько ударников и клавишников. Последнее десятилетие на этих инструментах играют соответственно Мика Карппинен и Янне Пууртинен. В составе HIM Линдстрём иногда выступает под именем Лили Лазер.
В 2001 году всё та же троица, основавшая HIM, создала группу Daniel Lioneye, название которой одновременно является именем персонажа Дэниела Лайоная — альтер эго Линде. В составе Daniel Lioneye Линдстрём взял на себя обязанности вокалиста и гитариста, Вало пересел за ударные, Паананен инструмента не поменял. Коллектив выпустил альбом под названием The King of Rock 'n Roll, звучащий в стиле хард-рока и хэви-метала. Сам музыкант описал его как психоделический стоунер-рок, где он, Линде, был плохим двойником Элвиса. Финн также сказал, что Daniel Lioneye начался как шутка: музыканты HIM пришли в студию без единой песни, однако записали The King of Rock 'n Roll всего за пять дней.
Второй альбом Vol. II вышел спустя девять лет, в 2010 году. В его записи принял участие клавишник HIM Янне Пууртинен и старый друг Микко, ударник Болтон. Все прочие инструменты гитарист взял на себя. Vol. II представляет собой более агрессивный альбом, с существенным влиянием блэк-метала.
В 2016 году всё же состоялся выход диска Vol. III, записанного Линдстрёмом при участии Микко Паананена, Янне Пууртинена и малоизвестного барабанщика Сеппо Тарвайнена. Альбом сочетает черты двух своих предшественников; по словам Линде, «в нём больше гитарного фузза, больше пения и меньше гроулинга». Vol. III был встречен положительными отзывами музыкальных критиков и даже удостоился сравнения с творчеством группы Alice in Chains.
С начала 2018 года Линде участвует в группе Flat Earth, в составе которой также: Anthony Pikkarainen - вокал (Polanski), Niclas Etelävuori - бас-гитара (ex-Amorphis), и его бывший коллега по HIM Gas Lipstick за ударными. Дебютный сингл "Blame" вышел 30 апреля 2018 года, сингл "Cyanide" - 21 сентября 2018, "Given Time" - 26 октября 2018 (на эту песню снят клип). Дебютный альбом группы  "None For One" выпущен в том же году 9 ноября. Также в ноябре и декабре 2018 года группа записала кавер и живое видео на песню "School" группы Nirvana.. Кроме сайта, группа ведёт аккаунты в Facebook и Instagram.
11 сентября 2016 года Линде дал большой 4-х часовой мастер-класс по гитаре в Санкт-Петербурге на студии Red Wave в рамках проекта Backstage secrets. Ему помогал его гитарный техник Киммо Аролуома (Kimmo Aroluoma). Кроме собственно лекции зрители услышали живое исполнение гитарных партий из творчества Daniel Lioneye и HIM (видео на песню последних "Wings of a Butterfly" доступно на Youtube). До этого Линдстрем провёл 2 мастер-класса в Финляндии.

## Инструменты
В начале карьеры Линде играл на Jackson Soloist и Gibson Flying V с тремоло Бигсби. В студии гитарист в первую очередь использует Gibson SG и лишь иногда Fender Telecaster, а также инструменты марки Electric Sound Products и Danelectro. Для чистоты звука иногда использует Gretsch и Gibson Les Paul. Акустические песни исполняет на гитаре марки Hagström. Также владеет поломанной двухгрифовой Gibson EDS-1275, принадлежавшей участнику финской рок-группы Hanoi Rocks Энди МакКою, которую «Вилле Вало отчаянно пытается купить» у Микко. В студии предпочитает усилитель Marshall, на концертах — Laney. Использует педали Fuzz и Wah-wah, создающие эффект искажения.